# Рижский военно-сухопутный госпиталь
Военно-сухопутный госпиталь в Риге — первое и главное медицинское учреждение оборонного ведомства Российской империи на территории Остзейского края, впоследствии военная больница Латвийской Республики, окружной военный госпиталь Советской армии и военно-медицинский центр Латвийской армии. В настоящее время упразднён.

## История

##### Основание госпиталя и корпус Демерцова
Первые полевые лазареты на окраине Риги появились в правление Петра Великого во время Северной войны, в 1709—1710 гг. для оказания помощи раненым солдатам русской армии. Стационарный военный госпиталь был основан декретом Елизаветы Петровны от 1740 года. Для его размещения было выбрано здоровое место на берегу канала, ведущего в Шмерли, недалеко от одного из старых рукавов Даугавы — Красной Двины (Саркандаугавы), благодаря чему материалы для постройки госпиталя и раненых было возможно переправлять по реке. Строительство госпиталя по проекту военного инженера и архитектора Иоганна Этингера началась в 1750 г. и заняло 4 года. Корпуса госпиталя выполнялись из дерева. Возле них возведены кирпичная пивоварня, прачечная и две сауны, одна из которых предназначена только для пациентов с венерическими заболеваниями и чесоткой.

Корпус Демерцова

В связи со строительством близ Риги цепи военных укреплений и содержанием в городе значительного гарнизона, прикрывающего город с северо-западного направления, возрастала и нагрузка на госпиталь. В 1807—1810 годах параллельно нынешней улице Дунтес был возведён новый главный корпус госпиталя авторства петербуржского архитектора Фёдора Демерцова. Каменное одноэтажное здание с общей длиной фасадов, равной 200 метрам, было выполнено в стиле русского классицизма. Его центральную часть акцентировал рустованный ризалит, увенчанный небольшим ступенчатым фронтоном.

##### Корпус Штауберта

Корпус Штауберта

В 1829 г. напротив корпуса Демерцова начато строительство нового двухэтажного П-образного госпитального здания по проекту Александра Штауберта. Рижский военный госпиталь, построенный за пять лет под руководством инженера Йогана Эдуарда де Витте оказался крупнейшим зданием в Риге и крупнейший учреждением своего рода в Российской империи. Длина каждого из трёх его фасадов достигала 250 метров. Стиль здания относят к позднему или Николаевскому классицизму, отличающемуся некоторым упрощением архитектурных форм, преобразующим традиционность в экономически-мотивированную стандартность. В том же стиле тогда строились и больницы Петербурга — Обуховская (арх. Плавов), военные госпитали в Санкт-Петербурге и в Кронштадте, и иные казённые здания в России, в том числе военный госпиталь в Динабургской крепости. Центр поперечного корпуса со внутренней стороны, где располагался парадный вход в госпиталь, был выделен крупным ризалитом со ступенчатым фронтоном и небольшим портиком дорического ордера. Окна в центре здания украшены сандриками, ажурные консоли выполнены из известняка. Окна второго этажа портика, равно как и выделенные в ризалит три окна с обеих его сторон, также увенчаны сандриками, аналогичными расположенным на ризалите центрального корпуса. Главный же фасад здания, по замыслу Штауберта, находится с внешней стороны здания и ранее выходил на окраины города. В центре главного фасада расположен сильно выдвинутый объём церкви, решенный в виде пилястрового портика ионического ордера, увенчанный зубчатым карнизом и треугольным портиком с изображением «Божьего ока».
«Церковь Рижского военного госпиталя в честь Св. Троицы. Праздник госпиталя день Св. Троицы. Помещается в центре госпитального здания, расположенного на окраине Риги, прямо против главного подъезда. Устроена церковь в 1834 году инженерным ведомством, в два света, с 10-ю колоннами внутри, с богатыми орнаментами, великолепными хорами с трех сторон храма; с коридора второго этажа на хоры ведут двое дверей. Вмещает церковь до 400 человек.»

Госпитальная часовня

После реконструкции вместимость госпиталя, оборудованного по последнему слову науки и техники того времени, выросла с 500 до 900 коек. Внутри прямоугольного комплекса госпитальных зданий был разбит парк, обладающий уникальным разнообразием высаженных там деревьев: русские учёные XIX — XX вв. активно изучали благотворное влияние, которое оказывали на здоровье людей фитонциды — выделяемые растениями природные антибиотики. Ближе к концу XIX века корпус Демерцова был разобран.
С Рижским военно-сухопутным госпиталем связаны имена выдающихся врачей своего времени. Отто Гун, выпускник Митавской академической гимназии, в 1789 году становится «вторым врачом» военного госпиталя. Он первым провел серию противоэпидемических исследований в Лифляндии и Курляндии, осуществил ряд исследований в области демографии, и с 1800 года начинает массовую вакцинацию против оспы по технологии английского врача Эдварда Дженнера. Здесь трудился основоположник эмбриологии Карл Эрнст фон Бэр, доказавший, что в процессе эмбрионального развития однородные клетки постепенно становятся разнородными. В стенах только что отстроенного корпуса Штауберта молодой хирург Николай Пирогов впервые самостоятельно проводит операции по удалению камней из мочевого пузыря. Его работа удостоилась самых высоких отзывов со стороны коллег. Здесь же работал российский и латвийский военный врач, участник Первой мировой войны полковник Пётр Сникерс.
При госпитале в 1904 году была основана Рижская станция скорой помощи, в своё время была признанная лучшей в мире за скорость прибытия бригады к пациенту, составлявшую менее 7 минут. К 1914 число коек выросло до 2000, в мирное время госпиталь принимал как военных, так и гражданских пациентов.

##### Межвоенный период
В 1915 году в связи со вступлением германских войск на территорию Лифляндии госпиталь был эвакуирован в Вологду, где военные врачи и учёные продолжили свою работу и публикации статей в медицинской периодике. А на его площади в 1920 году переехала Даугавпилсская больница, ставшая Рижской военной. В 1923 году в больнице было основано женское отделение. В 1930-е в ней работал рентгеновский аппарат, имелись научная библиотека, аптека, автомобиль для перевозки больных и имущества, и часовня. В 1939 газета Daugavas Vēstnesis писала о посещении больницы президентом Карлисом Улманисом после проведённых в ней ремонтных работ.

##### Советский период
В 1940 году военный госпиталь вернулся из Вологды в Ригу, но уже через год с началом Великой Отечественной войны был снова эвакуирован в Вологду, а в Риге до 1944 обосновались военные врачи Третьего рейха, в том числе участвовавшие в организации «Цеппелин». В 1944—1945 военный госпиталь снова возвращается из Вологды в Ригу, став основным медицинским учреждением Прибалтийского военного округа СССР. Пристройка-часовня была превращена в кинозал.
В 1978—1980 годах усилиями начальника госпиталя полковника Шаровского был произведён ремонт старых зданий и построено новое здание госпитального стационара. Оно было оборудовано крытым пандусом для приёма карет скорой помощи и устроенной на уровне второго этажа галереей, соединявшей новый корпус со старым. Помимо военных в госпитале проходили медосмотр призывники, а также обследовались и лечились гражданские лица с разрешения начальника медицинской части, в основном — члены семей военных и врачей. Вся медицинская помощь оказывалась бесплатно.

##### Настоящее время
В соответствии со статьёй 11 Соглашения по вопросам социальной защищённости военных пенсионеров при выводе Вооружённых Сил РФ с территории Латвийской Республики, на фондах 289 военного госпиталя (Рига) предполагалось создать совместное акционерное предприятие. Однако этого не произошло, и после отъезда в 1994 году российских военных медиков на базе госпиталя была организована Государственная военная больница, а в 1998 году — Военно-медицинский центр Национальных вооруженных сил. Территория бывшего госпиталя оказалась в руках четырёх ведомств Латвийской Республики — Министерства обороны, Министерства юстиции, Министерства здравоохранения и Министерства финансов. В его помещениях какое-то время работал Рижский центр психиатрии и наркологии, в настоящее время — Государственный центр судмедэкспертизы. Управление комплексом зданий перешло от учреждения «Государственная недвижимость» (латыш. Valsts nekustamie īpašumi) к Агентству судебных зданий Минюста Латвии. Неотапливаемые и лишённые текущего ремонта здания постепенно разрушаются, наиболее старые из них были определены под снос, в том числе имеющиеся на плане 1811 года.
Архитектурное бюро Sarma & Norde Arhitekti разработало строительный проект, провело архитектурно-художественное исследование зданий для их реставрации и дальнейшего использования. С 2023 года в исторических зданиях госпиталя планируется разместить Бюро по защите Сатверсме — латвийскую контрразведку.
Парк на территории госпиталя является объектом Всемирного наследия ЮНЕСКО, и за ним обеспечивается надлежащий уход.